# Roland-Michel Barrin de La Galissonière
Roland-Michel Barrin, comte de La Galissonière (* 10. November 1693 in Rochefort; † 26. Oktober 1756 in Montereau-Fault-Yonne) war ein französischer Seeoffizier, zeitweise Gouverneur von Neufrankreich und Förderer der naturwissenschaftlichen Forschung.

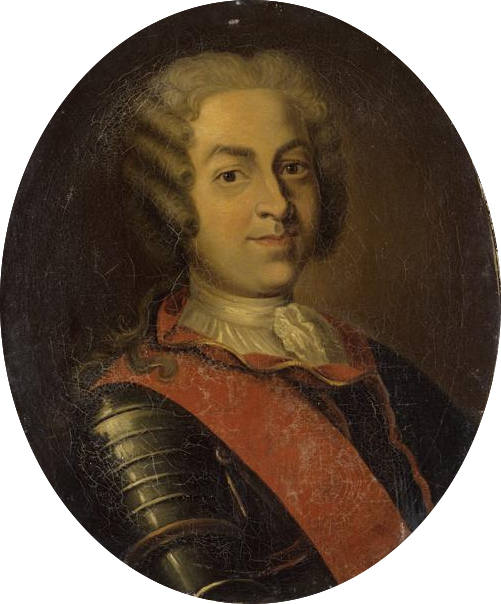
Roland-Michel Barrin de La Galissonière

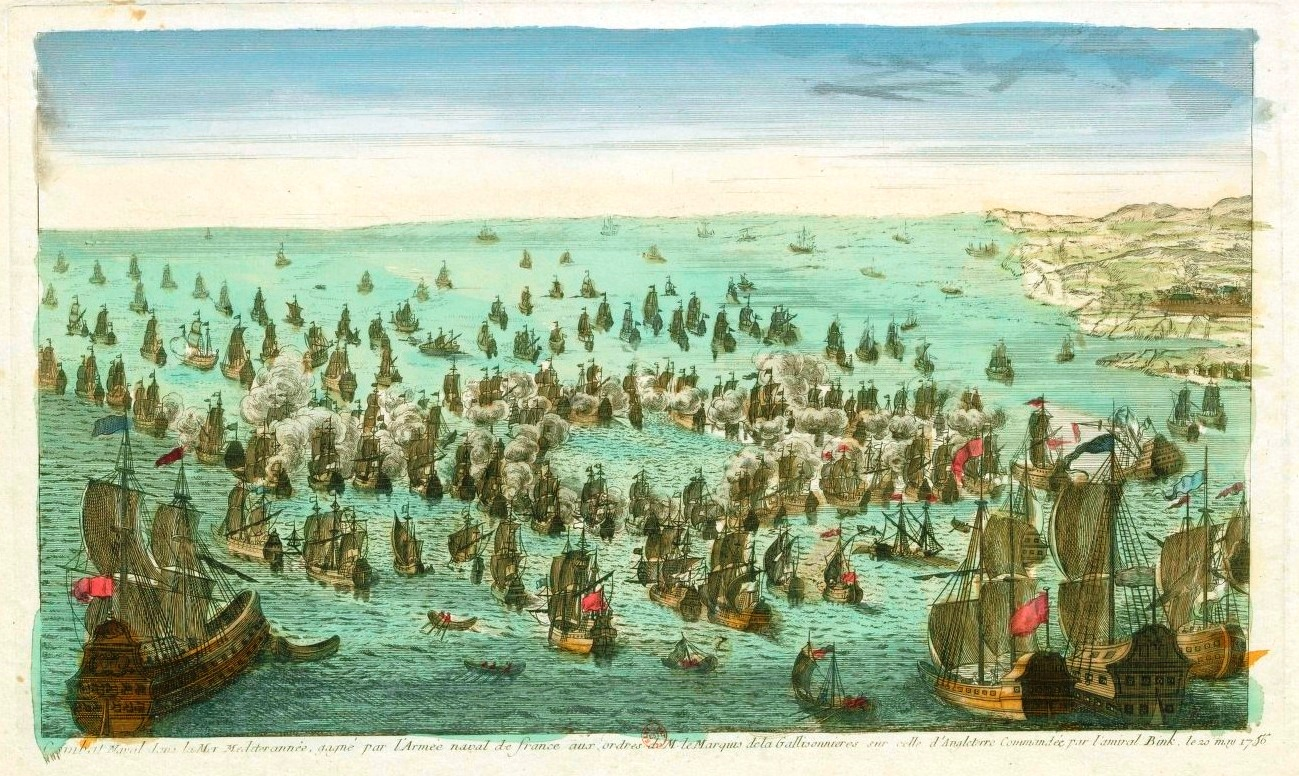
Vor Menorca besiegte La Galissonière 1756 die britische Flotte, nutzte aber den Sieg nicht aus und ließ die Briten entkommen

## Leben
Er war Sohn des hochrangigen Seeoffiziers Roland Barrin de La Galissonière und stammte aus einer einflussreichen bretonischen Familie. Er studierte zunächst am College de Beauvais in Paris, ehe er 1710 in die französische Marine eintrat. Er wurde 1712 zum Unterleutnant befördert und heiratete 1713 Marie-Catherine-Antoinette de Lauson. Aus der Ehe gingen keine Kinder hervor.
Abgesehen von einigen Reisen nach Kanada, Westindien und ins Mittelmeer war er zunächst hauptsächlich in Rochefort im Verwaltungsdienst tätig. Im Jahr 1727 wurde er Kommandant eines Schiffes und nahm 1734 und 1735 an einer Kampagne in Westindien teil. Im Jahr 1737 reiste er nach Kanada. Dem Einfluss seiner Familie verdankte er 1738 die Beförderung zum Kapitän. Im selben Jahr wurde er zum Ritter des Orden des Heiligen Ludwig geschlagen. In den folgenden Jahren kommandierte er verschiedene Schiffe. Im Jahr 1745 war er kommissarisch General der Artillerie in Rochefort und zuständig für den Küstenschutz. Im Jahr 1746 schützte er als Kommandant Schiffe der Compagnie des Indes (Compagnie des Indes Occidentales Françaises und Compagnie française pour le commerce des Indes orientales) vor Afrika und den Westindischen Inseln.
Inzwischen war Jacques-Pierre de Taffanel de La Jonquière 1746 zum Gouverneur von Neufrankreich ernannt worden, konnte aber sein Amt nicht antreten. Daher wurde Barrin de La Galissonière bis zur Ankunft von Taffanel de La Jonquière zum De-facto-Gouverneur und Oberkommandierenden ernannt. Er kam im September 1749 in Quebec an, ohne große Kenntnisse von den Verhältnissen zu haben. Die Lage war schwierig. Seit 1744 gab es Krieg mit den Briten im King George’s War. Die Finanzlage der Kolonie war schlecht und sie war von der expansionistischen britischen Politik bedroht. Dem neuen Gouverneur blieb letztlich nur eine defensive Politik übrig.
Er war bestrebt Quebec und Montreal zu befestigen und ließ auch verschiedene Forts in anderen Teilen des Landes anlegen. La Galissonière musste angesichts der geringen Bevölkerungszahl im Vergleich mit den britischen Kolonien einerseits mehr Siedlungen für Kolonisten bauen, andererseits war er aber auch auf die Unterstützung durch indianische Stämme angewiesen. Er plante zudem Louisiana und Kanada durch eine Reihe von Forts und Posten im Ohiotal miteinander auf dem Landweg zu verbinden. Ebendieses Gebiet wurde zum Hauptschauplatz des britisch-französischen Konfliktes. Gegen die britischen Handelsstationen im Bereich der Großen Seen ging er mit Gewalt vor. Mit Hilfe der indianischen Stämme versuchte er auch in Arcadia die britische Expansion aufzuhalten. Des Weiteren versuchte er die Bevölkerung Kanadas durch neue Siedler zu vergrößern. Sein Versuch, Textilgewerbe in Kanada zu etablieren, scheiterte am merkantilistischen Kurs des Heimatlandes.
Nach der Rückkehr nach Frankreich nahm er im Dezember 1749 an Verhandlungen mit den Briten über Grenzfragen in Amerika teil.
Im Jahr 1750 wurde er zum Chef d’escadre (Konteradmiral) ernannt. Er war verantwortlich für das Dépôt des cartes et plans de la Marine. Er wurde 1752 Mitglied der Académie de Marine und der Academie Royale des Sciences. Im Jahr 1754 kehrte er in den aktiven Flottendienst zurück. Er wurde Kommandant eines Geschwaders zum Schutz von Handelsschiffen vor den Piraten der Barbareskenstaaten. Im Jahr 1755 wurde er zum Lieutenant-général des armées navales (Vizeadmiral) ernannt. Er nahm 1756 Teil an der französischen Eroberung von Menorca teil. Er eskortierte die 176 Transportschiffe der Landungsarmee. In der Seeschlacht von Menorca besiegte er eine englische Flotte unter dem britischen Admiral John Byng (siehe Beginn des Siebenjährigen Krieges).

## Förderung der Wissenschaft
Bereits im Jahr 1737 führte er Studien an einem nautischen Gerät, möglicherweise einem Quadranten durch. Er korrespondierte mit zahlreichen damals bekannten Wissenschaftlern über botanische Fragen oder der Meeresbiologie. Er sandte von seinen Reisen Pflanzen und Samen an Henri Louis Duhamel du Monceau, an den Jardin des Plantes und nach Hause für den Park seines Schlosses Chateau de Monniers. Während seiner Zeit als Gouverneur förderte er die Sammlung von zoologischen, botanischen und mineralischen Proben zur wissenschaftlichen Untersuchung. Er sorgte dafür, dass wissenschaftliche Beobachter Expeditionen begleiteten. Er förderte die Arbeiten des Botanikers Peter Kalm in Kanada. Als Leiter des Dépôt des Cartes et planes de la Marine organisierte er wissenschaftliche Expeditionen nach Neufundland, Cape Breton, Arcadia, an die spanische Küste und an das Kap der guten Hoffnung.

## Ehrungen
Nach ihm wurden mehrere Schiffe der französischen Marine benannt, darunter die La-Galissonnière-Klasse, eine Klasse von sechs Leichten Kreuzern. Auch benannte man gemäß Egli 1803 die „Presqu'île de Lagalissonière“, das Ostende der Känguru-Insel, nach ihm.